# Л’Иль-Адам
Л’Иль-Ада́м (фр. L’Isle-Adam) — городская коммуна во Франции.

## География
Город Л’Иль-Адам расположен в северной Франции и находится в округе Понтуаз департамента Валь-д'Уаз региона Иль-де-Франс. Городок относится к пригородам Парижа и лежит в 50 километрах к северо-западу от французской столицы. На западе его границей является река Уаза, с других сторон его окружает лесной массив.

## Известные жители
В Л’Иль-Адаме родилась известная учёная-ботаник Аме-Антуанетта Камю. В 1827 году здесь жил по приглашению мэра города Оноре де Бальзак, написавший в Л’Иль-Адаме свою «Физиологию брака». В 1853 году здесь скончался преподаватель оперного вокального мастерства Огюст Нурри, когда-то директор оперного театра в Брюсселе, представитель известного во Франции оперного семейства.
Умер Луи-Густав Бинжер, французский исследователь Западной Африки, колониальный администратор.

## Города-партнёры
- Марбах-на-Неккаре
- Стратфорд-на-Эйвоне